# Deportivo Ñublense
Ñublense, bildad 20 augusti 1916, är en chilensk fotbollsklubb från Chillán. Inför säsongen 2007 flyttades klubben upp till högstadivisionen; Liga Chilena de Futból.

## Titlar
- Liga Chilena de Fútbol: Primera División B: 1976
- Liga Chilena de Fútbol: Primera B Apertura: 1971
- Tercera división chilena: 1986, 1992, 2004